# Salem, nègre du Soudan
Salem, nègre du Soudan ("Salem, negro del Sudan") è una scultura in bronzo e marmo del 1897 dello scultore francese Paul Loiseau-Rousseau, conservata al museo di Piccardia di Amiens.

## Storia
Questa scultura illustra la moda delle rappresentazioni antropologiche nel contesto della colonizzazione dell'Africa da parte delle potenze europee, alla fine del XIX secolo. Esponendo al Salone dal 1881, Paul Loiseau-Rousseau ottenne nel 1892 una borsa di studio che gli permise di viaggiare in Africa e di creare varie opere raffiguranti degli africani.
Esposto al Salone, il busto fu acquistato dal barone di Rothschild, che lo offrì al museo di Piccardia. Questo busto contribuì, a modo suo, a popolarizzare l'idea della colonizzazione. Occorre ricordare il contesto locale: nel 1906, si svolse ad Amiens un'esposizione internazionale. In questa occasione venne inaugurato, il 14 maggio, uno zoo umano chiamato "Il villaggio senegalese" che ebbe molto successo.

## Descrizione
Lo scultore scelse due materiali per rappresentare il suo soggetto: il bronzo e il marmo. Egli realizzò un'opera dalla grande precisione anatomica, con la bianchezza del marmo che compone i vestiti che contrasta con il colore scuro del bronzo utilizzato per rappresentare il personaggio. Questa scultura di ambito antropologico ebbe successo al Salone del 1897.